# Pierre Adolphe Adrien Doyon
Pour les articles homonymes, voir Doyon (homonymie).
Pierre Adolphe Adrien Doyon,né le 1er novembre 1827 à Grenoble et mort le 21 septembre 1907 à Uriage-les-Bains, est un dermatologue français membre de l'Académie nationale de médecine.

## Biographie
Adrien Doyon, fit des études de médecine à Lyon et fut Interne des hôpitaux de Lyon en 1848. Il eut comme maîtres, les professeurs Joseph Rollet et Charles-Paul Diday. Il devint docteur en médecine le 7 juillet 1854. Il fut rattaché à l'hôpital de l'Antiquaille situé sur la colline de Fourvière à Lyon.
En 1858, il s'installa à Uriage-les-Bains, près de Grenoble, où il participa au développement du centre de la cure thermale de la ville.

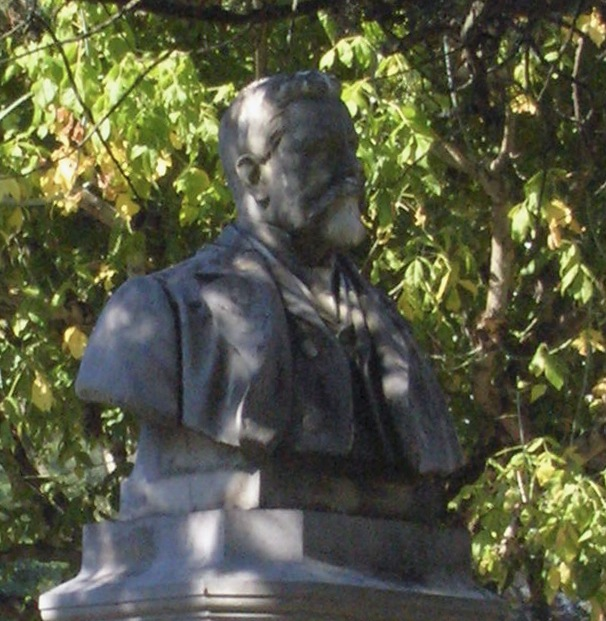
Statue du docteur Doyon dans le parc d'Uriage

En 1868, il fonda les Annales de dermatologie et de syphiligraphie. 
En 1880, il devint membre correspondant de l'Académie nationale de médecine, puis membre associé en 1899.
Il publia avec Charles-Paul Diday plusieurs ouvrages spécialisés, sur les herpès génitaux, la thérapeutique des dermatoses, et l'enseignement de la dermatologie-vénéréologie. 
Adrien Doyon est connu pour son action de vulgarisation des travaux des dermatologues de langue allemande. Il connaissait très bien l'allemand, avait voyagé en Allemagne et en Autriche, et avait noué des relations avec les principaux chefs des cliniques dermatologiques de ces pays. Il publia des traductions des ouvrages de Ferdinand von Hebra, Albert Neisser, Moritz Kaposi et Heinrich Auspitz.
Sa tombe est visible au cimetière Saint-Roch de Grenoble non loin de celle de la marquise de Gauteron

## Portraits
- Léon Bonnat, Portrait du docteur Adrien Doyon, 1887, huile sur toile. Coll. musée de Grenoble (inv. MG 1594).